# Rosie Flores
Rosie Flores (San Antonio (Texas), 10 september 1950, volgens andere bronnen San Antonio (Texas), 15 september 1955) is een Amerikaanse rockabilly- en countryzangeres en muzikante. Haar muziek combineert rockabilly, honky-tonk, jazz en western swing met traditionele invloeden uit haar tex-mex-erfgoed. Ze woont momenteel in Nashville (Tennessee).

## Biografie
Rosie Flores werd geboren in San Antonio, Texas. Er zijn verschillende meningen over de geboortedatum: de website country.de presenteerde de vermelding 15 september 1955 als de meest waarschijnlijke. Met de muziekstijlen die veel voorkomen in Zuid-Texas - tex-mex, rock-'n-roll en country - kwam ze al vroeg in contact. Op 6-jarige leeftijd oefende ze met haar broer akkoorden op de gitaar. Formatief voor haar muzikale smaak was de wekelijks uitgezonden tv-muziekshow American Bandstand. Haar jeugdige favorieten waren Elvis Presley en Brenda Lee. Later kwam de Bakersfield Sound van Buck Owens, Tammy Wynette en Creedence Clearwater Revival. Op 12-jarige leeftijd verhuisde het gezin naar San Diego (Californië). De populaire popmuziek vond daar ook interesse in de nieuwe woonplaats - naast country, vooral countryrock, rockabilly, blues, surf en garagerock.
Rosie Flores richtte haar eerste band Penelope’s Children op. De snelle intrede in het muziekcircuit in Californië werd onder meer mogelijk gemaakt door de ideale en materiële steun van haar familie. Zo kon ze eind jaren 1960 apparatuur kopen ter waarde van enkele duizenden dollars - een investering die haar vader volgens Flores graag overnam. De rockabillyzangeres Janis Martin, die eind jaren 1950 haar grote succes had, werd al snel haar grote voorbeeld. In de loop van de punkgolf eind jaren 1970 richtte Flores de formatie Rosie & The Screamers op, waarmee ze overstapte naar hardcountry en rockabilly. Haar naam kreeg al snel een zekere bekendheid op het platteland in Los Angeles. Ze werkte een tijdje als soloartiest met akoestisch uitgevoerde stukken. Daarnaast trad ze op in het voorprogramma van bekende artiesten als Joe Ely en Bo Diddley. In 1984 werd de puur vrouwelijke punkband de Screaming Sirens geformeerd, die stilistisch werd onderlegd in een mix van punk en rockabilly en met wie ze het album Fiesta uitbrachten.
Vanaf het midden van de jaren 1980 vestigde alternatieve country zich langzaamaan als een nieuwe trend op de landenmarkt. Rosie Flores maakte deel uit van het New Traditionalist circuit, een subrichting waaruit onder meer Dwight Yoakam en Los Lobos voortkwamen. In 1987 bracht ze haar eerste album uit bij Reprise Records, een sublabel van Warner Bros. Records. De producent was Pete Anderson, die ook Dwight Yoakam produceerde. Stilistisch gezien bevatte Rosie Flores voornamelijk country- en tex-mex-stukken. De publicatie kreeg erkenning van het muziekcircuit. Het album was echter commercieel niet succesvol, dus verlengde Reprise het contract met Flores niet. Een deel van de reden voor de mislukking was een gebrek aan airplay en het feit dat de countrymuziekindustrie terughoudend was met het toepassen van hedendaagse, rockmuziek-compatibele interpretaties.
Eind jaren 1980 verhuisde Rosie Flores naar Austin (Texas). Flores werd daar een integraal onderdeel van het oude countrycircuit en kon al snel bekende muzikanten als Junior Brown en Terry McBride inhuren voor haar begeleidingsbands. Daarnaast vond ze een geschikt label voor haar - Hightone Records -, waarop haar volgende drie albums werden uitgebracht. Qua geluid werden de twee albums After the Farm (1992) en Once More with Feeling (1993) vastgelegd in een hardere, rockabilly-benadrukte stijl. In 1995 volgde het album Rockabilly Filly, dat was ontworpen als een verwijzing naar de muziek van hun jeugd. Het album, met rockabilly en honky-tonk nummers en langzame ballads in een gematigd akoestisch geluid, kwam met twee nummers, die in een duet werden gezongen met Flores' voorbeelden Wanda Jackson en Janis Martin. Het album leidde tot een cross-country tournee met Wanda Jackson, die twintig jaar niet had opgetreden.
Ook haar oude platenmaatschappij Reprise Records reageerde op het inmiddels bereikte bewustzijnsniveau. Verrijkt met bonusmateriaal lanceerde ze het debuut Honky Tonk Reprise. Rosie Flores bracht het album A Little Bit of Heartache uit bij het Austinse label Watermelon Records, een duetproject samen met Ray Campi. Een andere labelwijziging volgde eind jaren 1990, dit keer naar Rounder Records, die gespecialiseerd is in folkpublicaties. Rounder Records bracht in 1999 het live-album Dance Hall Dreams uit. De pedalsteel- en slidegitariste Cindy Cashdollar maakte ook deel uit van de opname. De producent was Ray Kennedy, die had samengewerkt met bekende alternatieve countryartiesten als Steve Earle en Lucinda Williams. Tekstueel gingen de liedjes over persoonlijke zaken, zoals de dood van Flores' vader. Anderen waren hommages, zoals het legendarische rockabilly-label Sun Records en barroom-muziekhallen.
Eind jaren 1990 verhuisde Rosie Flores opnieuw van Austin naar Nashville. De verhuizing verliep beetje bij beetje en duurde meerdere jaren. In 2001 kwam er nog het album Speed of Sounds uit. Het bevatte onder meer een coverversie van de Buck Owens klassieker Hot Dog. Single Rose uit 2004 was daarentegen een akoestische publicatie, waarop Flores een dwarsdoorsnede van haar oeuvre presenteerde. In 2009 volgde Girl of the Century, een jubileumalbum voor haar muziekcarrière, die nu twee decennia beslaat. Muzikaal gehouden in rockabilly-stijl, bevatte de publicatie ook een coverversie van het bekende Johnny Cash-nummer Get Rhythm. Girl of the Century werd samen opgenomen met John Langford van The Mekons en de Pine Valley Cosmonauts. Het nieuwe distributiebedrijf was Bloodshot Records, een ervaren label voor alternatieve country. Daar verscheen ook de vervolgpublicatie Working Girls’s Guitar in 2012, een album dat verschillende rootsrockstijlen verenigt, waarin Rosie Flores alle productie- en gitaarsets zelf heeft gemaakt.
Rond dezelfde tijd als de productie van Working Girl’s Guitar bracht Rosie Flores een post-mortem album uit met niet eerder gepubliceerde stukken van haar voorbeeld Janis Martin. In 2007 had Flores Martin overgehaald om terug te gaan naar de studio en een reeks nummers op te nemen. Zelf trad ze op als producent. Als gevolg van de daaropvolgende problemen bij het vinden van een label voor deze publicatie, lanceerde Flores een crowdfunding-campagne via het Kickstarter.com-webportaal en haalde tot 2011 meer dan $16.000 aan voorfinanciering op. Het album The Blanco Sessions werd in 2012 uitgebracht door Cow Island Music.

## Stijl en media-respons
Rosie Flores noemt rockabilly haar primaire muziekstijl. Ze deed zowel country als rock. Volgens haar had rockabilly deze twee genres echter op een typisch typische manier samengebracht. Flores: 'Ik was enthousiast over de energie en het uiterlijk van rockabilly, dus ben ik overgestapt op deze stijl'. Qua geluid denkt ze dat ze een gitaarfreak is. Dus houdt ze van de Hellcasters, oude Chet Atkins-opnamen en die van The Yardbirds. De huidige favoriet, zoals ze in een interview in 2013 zei, is een Truss-type SteeltopCaster. Haar auto bleek de ideale plek voor het ontwikkelen van nieuwe muzikale ideeën. Daarom is hij uitgerust met de nodige audioapparatuur.
Het verhaal over hoe ze Janis Martin als voorbeeld tegenkwam, werd verteld in het interview: 'Ik stond echt op rockabilly en ik was op een show in San Francisco waar ik de band Levi and the Rockats zag. Ik sprak met een meisje dat naast me stond en ze vroeg: Welke liedjes ben je aan het doen - dek je oude klassiekers af? Ik zei: Ja, ik doe er een paar - Eddie Cochran, Wanda Jackson en enkele van de Annette Brothers. Ze zei: Dit is cool. Doe je iets van Janis Martin? Ik zei: Van wie? En ze zei: Als je Janis Martin niet kent, weet je niets van rockabilly, ging ze weg. Dus kocht ik haar plaat en werd vanaf die dag fan'.
De rockabilly-website rockabilly.net beoordeelde de manier waarop de countrymuziekindustrie halverwege de jaren 1980 met nieuwe artiesten als Rosie Flores omging als een gemiste kans voor de industrie. Nashville versloeg grotendeels de alternatieve countrytrend in de jaren 1980 en miste daarmee de kans om een jong, hip publiek aan te spreken met acts als Steve Earle, Kevin Welch, k.d. lang en Lyle Lovett - en Flores bijvoorbeeld om als artiest op te bouwen met George Strait en Reba McEntire. Conclusie van de bijdrage: Flores heeft altijd een verscheidenheid aan muziekstijlen gespeeld: rockabilly, western swing, honky tonk shuffles, blues, zydeco, akoestische folk, tex mex wals en conjunto - ze zijn allemaal in haar muziek aanwezig.

## Discografie

### Albums
- 1987: Rosie Flores
- 1992: After the Farm
- 1993: Once More with Feeling
- 1995: Rockabilly Filly
- 1997: A Little Bit of Heartache (met Ray Campi)
- 1999: Dance Hall Dreams
- 2001: Speed of Sound
- 2004: Single Rose
- 2004: Bandera Highway
- 2005: Christmasville
- 2009: Girl of the Century
- 2012: Working Girl's Guitar
- 2012: After The Farm & Once More With Feeling
- 2019: Simple Case Of The Blues

### Singles en ep's
- 1982: Hit City L. A. / Oh Heartache
- 1986: I'm Walkin’ / The End Of The World
- 1987: Heart Beats To A Different Drum / Somebody Loses, Somebody Wins
- 1987: Crying Over You / Midnight To Moonlight
- 1987: Somebody Loses, Somebody Wins
- 1988: He Cares / One Track Memory
- 1989: Ronnie Mack – Brand New Heartache

- Biblioteca Nacional de España: XX1735062
- Gemeinsame Normdatei: 135137705
- International Standard Name Identifier: 0000 0001 1468 2696
- Library of Congress Control Number: n95041273
- MusicBrainz: 648ceff4-65f6-4f77-9976-889d04d2f617
- Virtual International Authority File: 16473066
- WorldCat: E39PBJx4rKxYkxxh3VRtDcGrbd